# 토마시 사프리크
토마시 사프리크(폴란드어: Tomasz Sapryk, 1966년 11월 17일~)는 폴란드의 배우이다.

## 작품 목록

### 영화
- 트릭스 (2007년) - 스테펙/엘카의 아버지 역
- 태양이 본 것 (2006년)
- 우리는 모두 예수다 (2006년)
- 결혼식 (2004년)
- 쇼 (2003년)
- 웨어 에스키모스 리브 (2002년)
- 머니 이즈 낫 에브리씽 (2001년)